# Brachystegia longifolia
Brachystegia longifolia Benth. è una pianta della famiglia delle Fabacee (sottofamiglia Detarioideae), nativa dell'Africa.

## Distribuzione e habitat
Questa specie è segnalata in Angola, Burundi, Malawi, Mozambico, Tanzania, Zambia, Zaïre.